# Довер-Гілл (Індіана)
Довер-Гілл (англ. Dover Hill) — переписна місцевість (CDP) в США, в окрузі Мартін штату Індіана. Населення — 96 осіб (2020).

## Географія
Довер-Гілл розташований за координатами 38°43′9″ пн. ш. 86°48′5″ зх. д. / 38.71917° пн. ш. 86.80139° зх. д. (38.719176, -86.801258). За даними Бюро перепису населення США в 2010 році переписна місцевість мала площу 2,01 км², з яких 2,01 км² — суходіл та 0,00 км² — водойми.

## Демографія
Згідно з переписом 2010 року, у переписній місцевості мешкало 114 осіб у 45 домогосподарствах у складі 33 родин. Густота населення становила 57 осіб/км². Було 52 помешкання (26/км²).
Расовий склад населення:
| - 97,4 % — білих |

До двох чи більше рас належало 2,6 %. Частка іспаномовних становила 0,0 % від усіх жителів.
За віковим діапазоном населення розподілялося таким чином: 23,7 % — особи молодші 18 років, 58,8 % — особи у віці 18—64 років, 17,5 % — особи у віці 65 років та старші. Медіана віку мешканця становила 39,5 року. На 100 осіб жіночої статі у переписній місцевості припадало 93,2 чоловіків; на 100 жінок у віці від 18 років та старших — 102,3 чоловіків також старших 18 років.
За межею бідності перебувало 27,0 % осіб, у тому числі 0,0 % дітей у віці до 18 років та 0,0 % осіб у віці 65 років та старших.
Цивільне працевлаштоване населення становило 29 осіб. Основні галузі зайнятості: транспорт — 100,0 %.